# Ramón Campos Doménech
Ramón Campos Doménech (Alacant, 1818 - 16 de desembre de 1889) fou un advocat i polític valencià, germà d'Antonio Campos Doménech i Luis Campos Doménech. Va estudiar dret a la Universitat de València i el 1846 fou candidat a les Corts Espanyoles, però no fou escollit. Més sort va tenir el 1851 quan fou escollit pel districte de Vila Joiosa, tot i que el seu escó foiu anul·lat quan fou acusat de coaccions. El 1852 fou nomenat regidor d'Alacant i el 1854 secretari de la Junta de govern de la Província, capità de la Milícia Nacional i diputat a Corts constituents pel Partit Progressista.
Ell i el seu germà Luis foren els impulsors de la construcció del ferrocarril d'Alacant a Múrcia. A poc a poc, però, fou escorant cap a posicions més conservadores i a les eleccions generals espanyoles de 1876 fou elegit diputat per Alacant del Partit Conservador, però el desembre de 1876 va renunciar a l'acta per motius de salut i fou substituït per Horacio Moreu y Espinosa. Aquell any fou nomenat degat del Col·legi d'Advocats d'Alacant.